# Capitale turcique de la culture
La Capitale culturelle du monde turc est une distinction décernée à une ville du monde turcique, déterminée chaque année par l'Organisation internationale pour la culture turque TURKSOY.
La décision concernant la capitale culturelle a été prise lors de la dixième réunion de Türksoy en 2010. La première capitale de la culture, Astana, a été choisie pour 2012. Il a été décidé que le Concours de chanson Turkvision, un concours de chanson sur le thème de l'Eurovision organisé depuis 2013 , aurait lieu chaque année dans la capitale culturelle du monde turc de cette année-là.

## Liste des capitales culturelles du monde turcique
| Yıl  | Şehir     | Ülke/Bölge   | Notlar                                          |
| ---- | --------- | ------------ | ----------------------------------------------- |
| 2012 | Astana    | Kazakhstan   |                                                 |
| 2013 | Eskişehir | Turquie      | Concours Türkvizyon de la chanson               |
| 2014 | Kazan     | Tatarstan    | Concours Türkvizyon de la chanson               |
| 2015 | Merv      | Turkménistan |                                                 |
| 2016 | Şeki      | Azerbaïdjan  |                                                 |
| 2017 | Türkistan | Kazakhstan   |                                                 |
| 2018 | Kastamonu | Turquie      |                                                 |
| 2019 | Oş        | Kirghizistan |                                                 |
| 2020 | Hive      | Ouzbékistan  | Fêtée en 2021 en raison de la pandémie Covid 19 |
| 2022 | Bursa     | Turquie      |                                                 |
| 2023 | Şuşa      | Azerbaïdjan  |                                                 |
| 2024 | Anav      | Turkménistan |                                                 |
| 2025 | Aktau     | Kazakhstan   |                                                 |

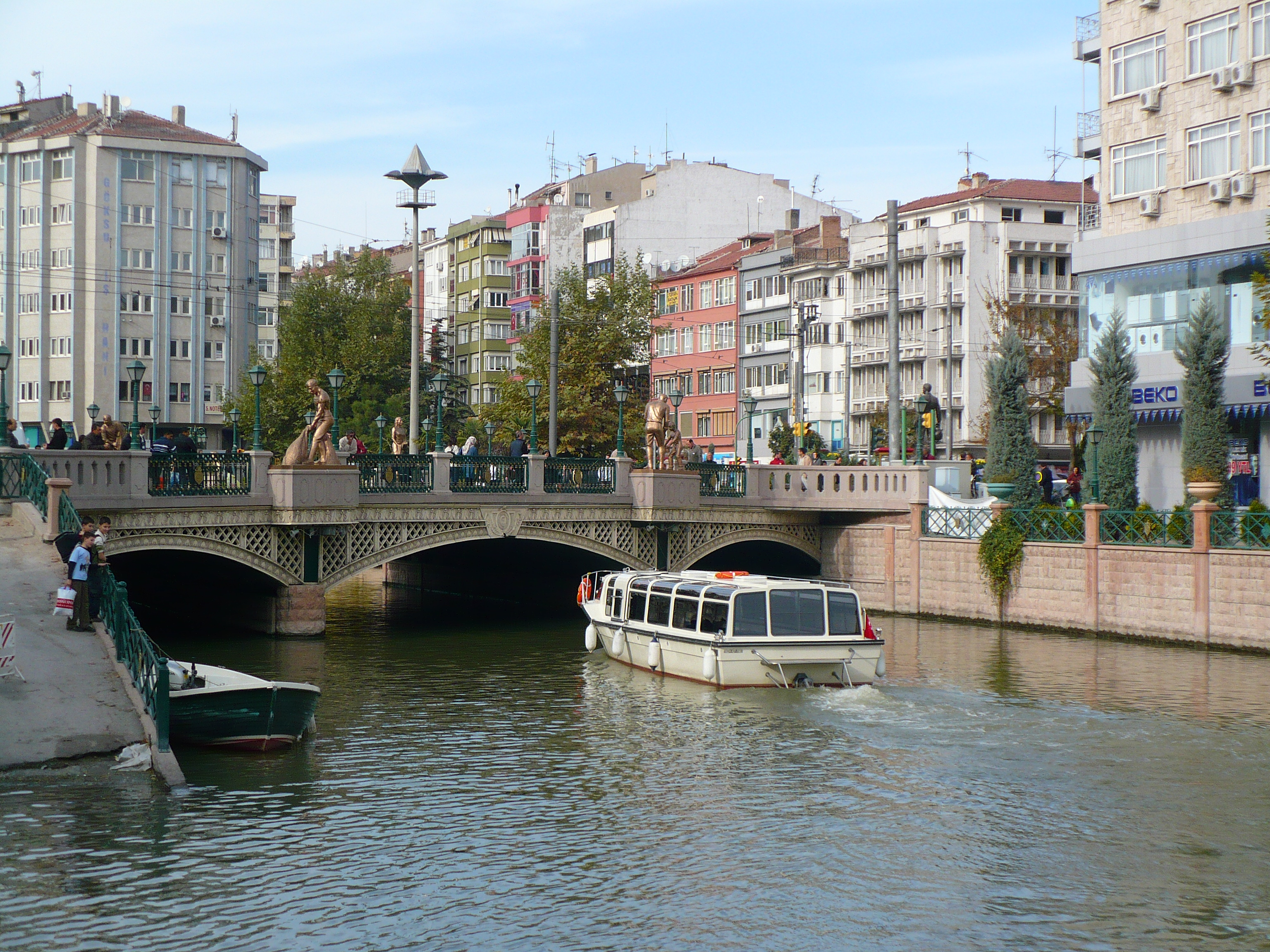
2013 - Eskisehir (Turquie)
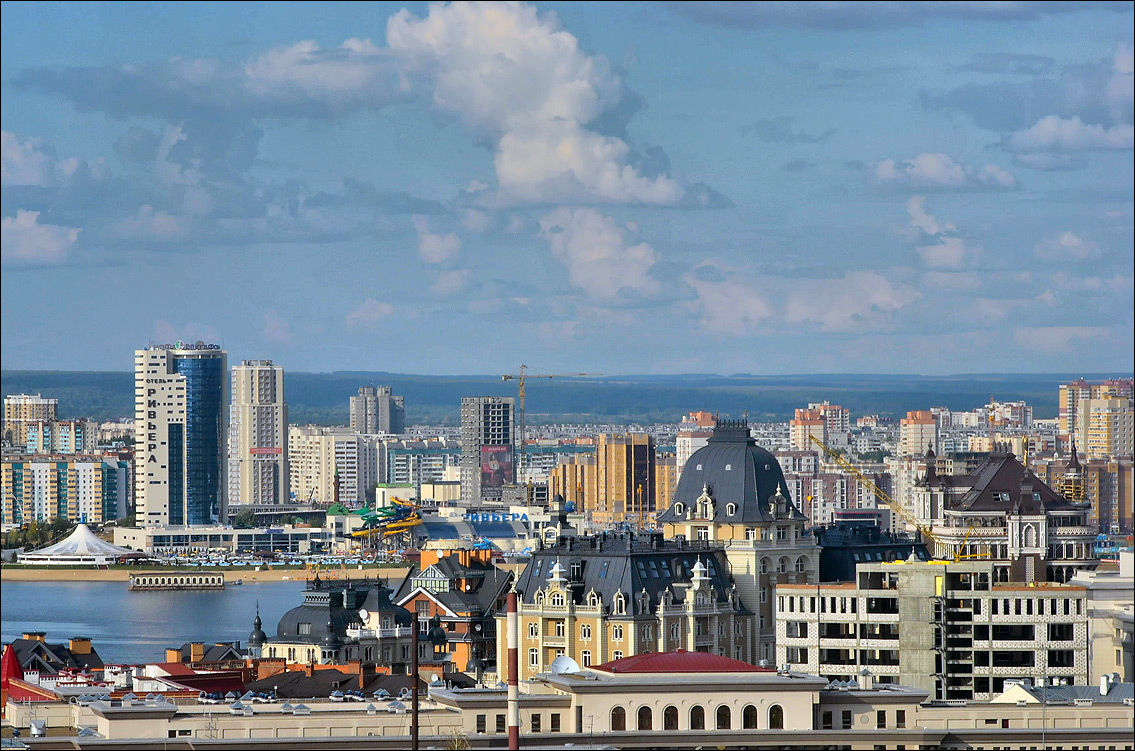
2014 - Kazan (Tatarstan)
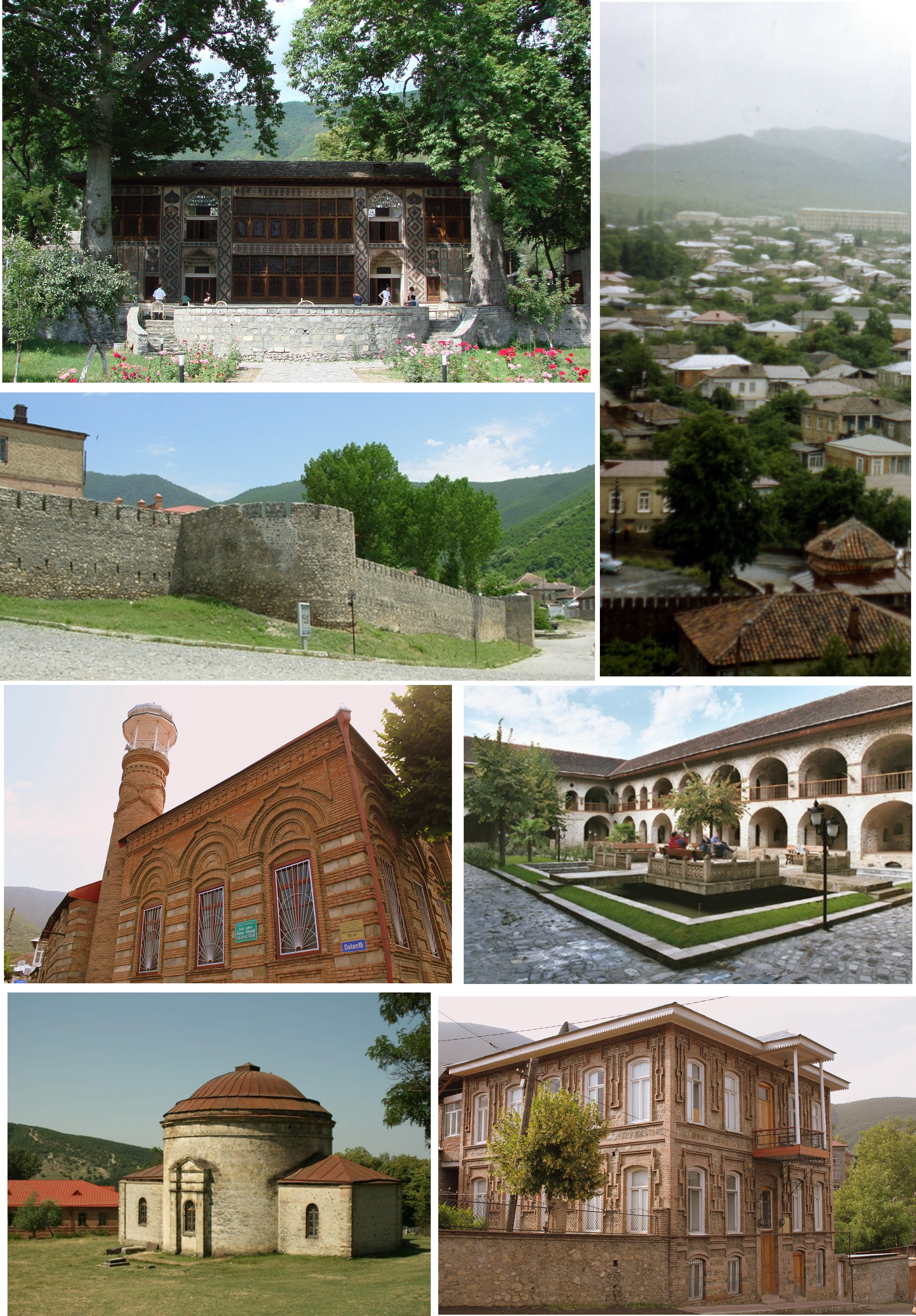
2016 - Sheki (Azerbaïdjan)
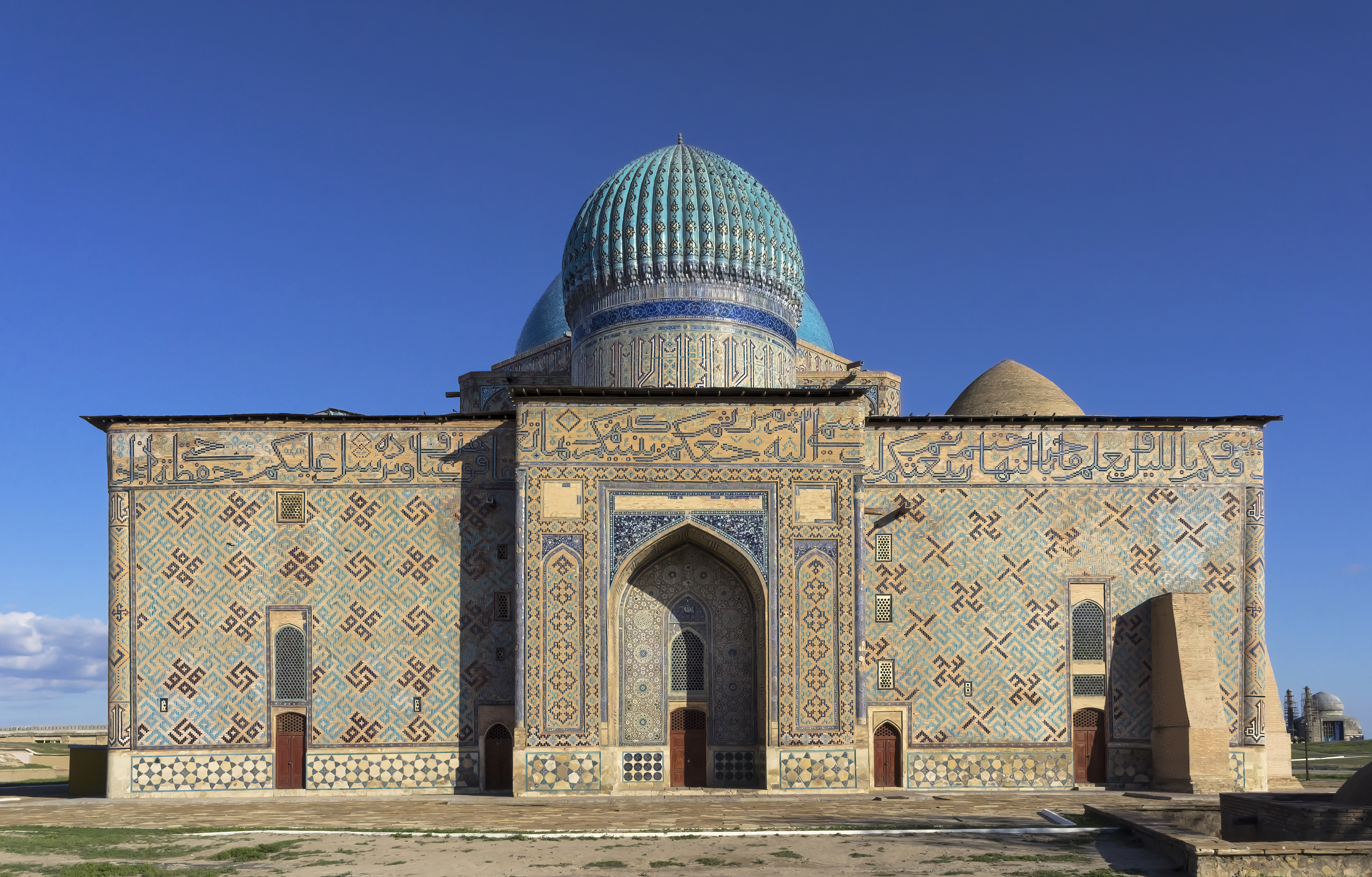
2017 -Turkestan (Kazakhstan)
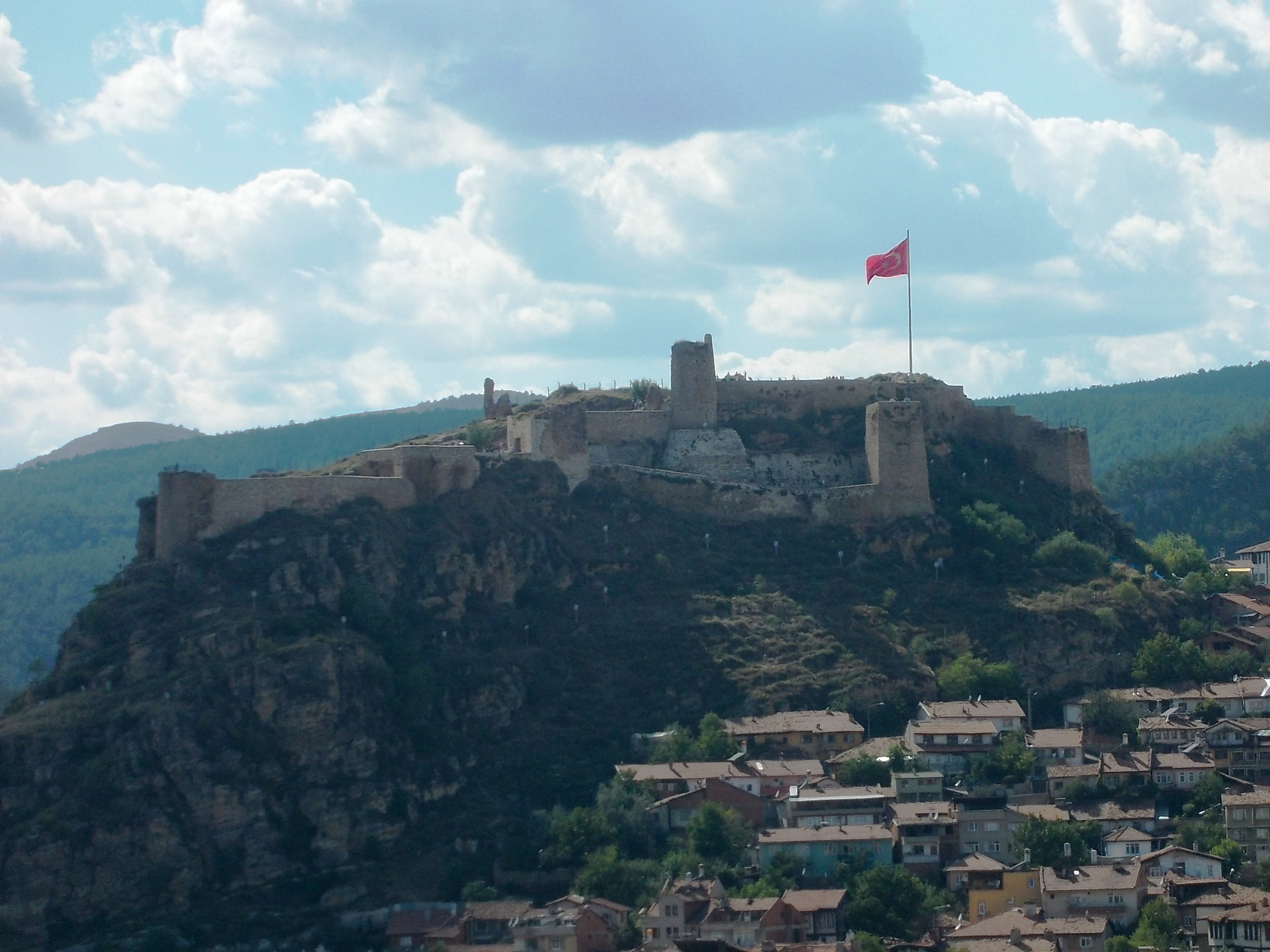
2018 - Kastamonu (Turquie)
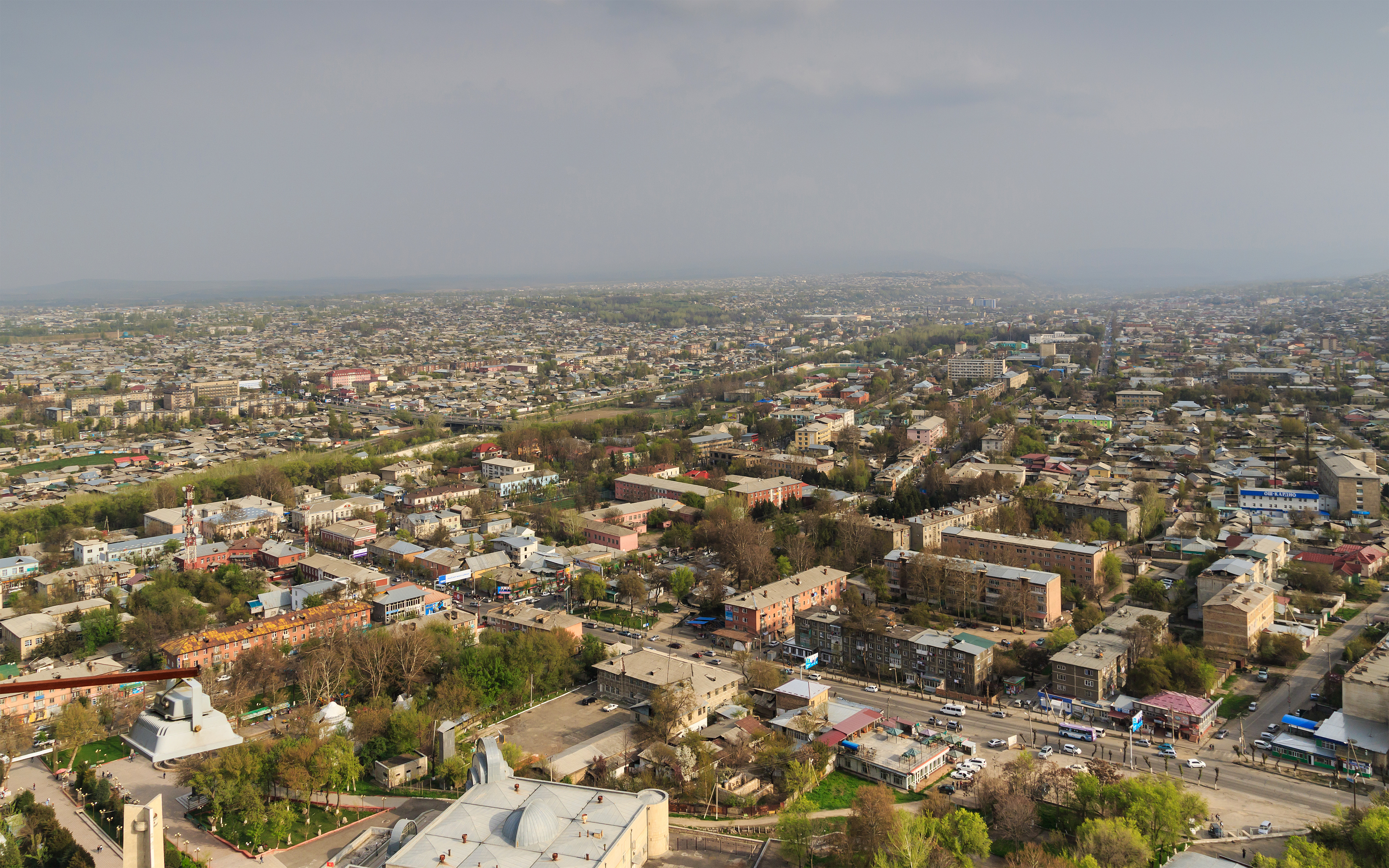
2019 - Och (Kirghizistan)
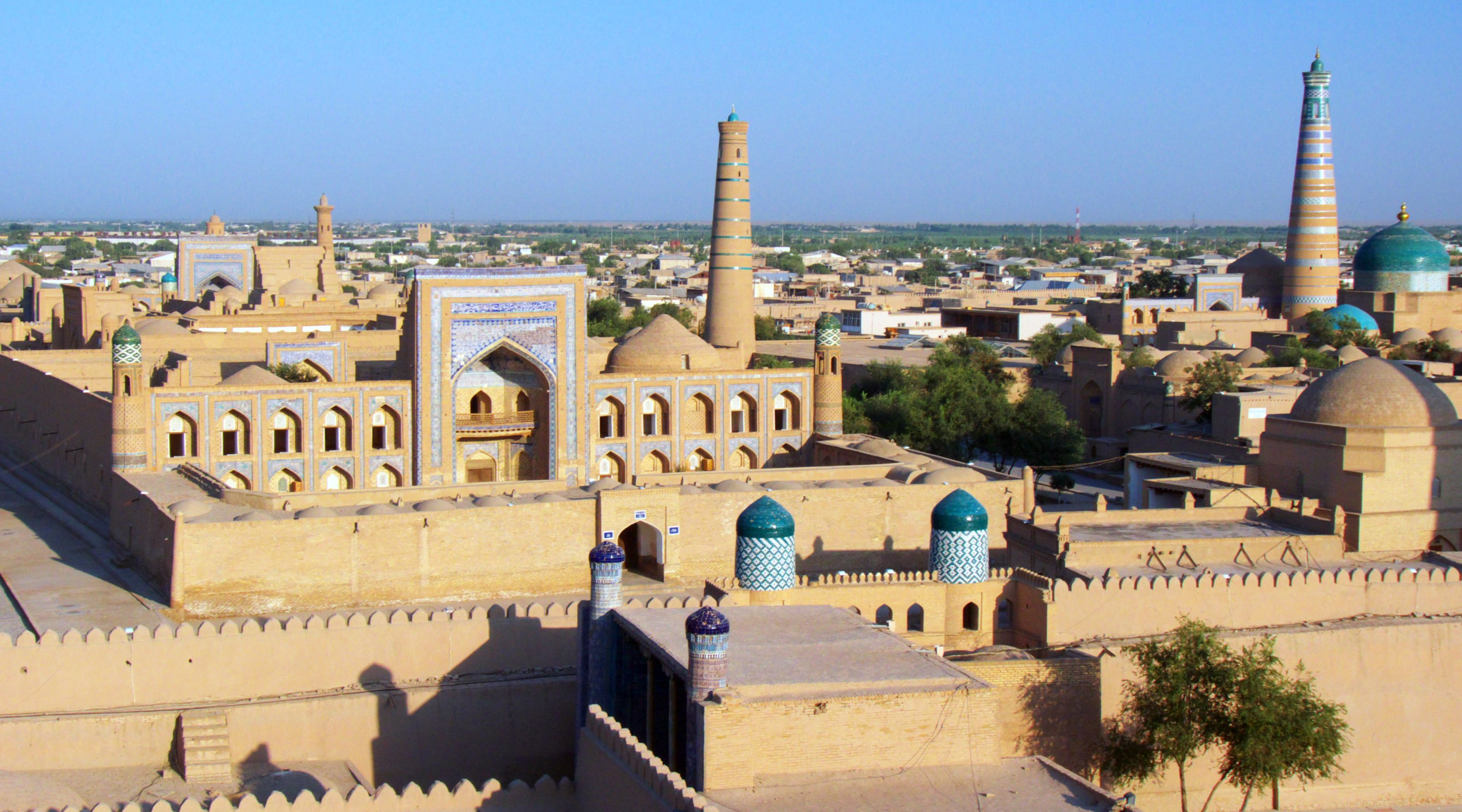
2020 - Khiva (Ouzbékistan)
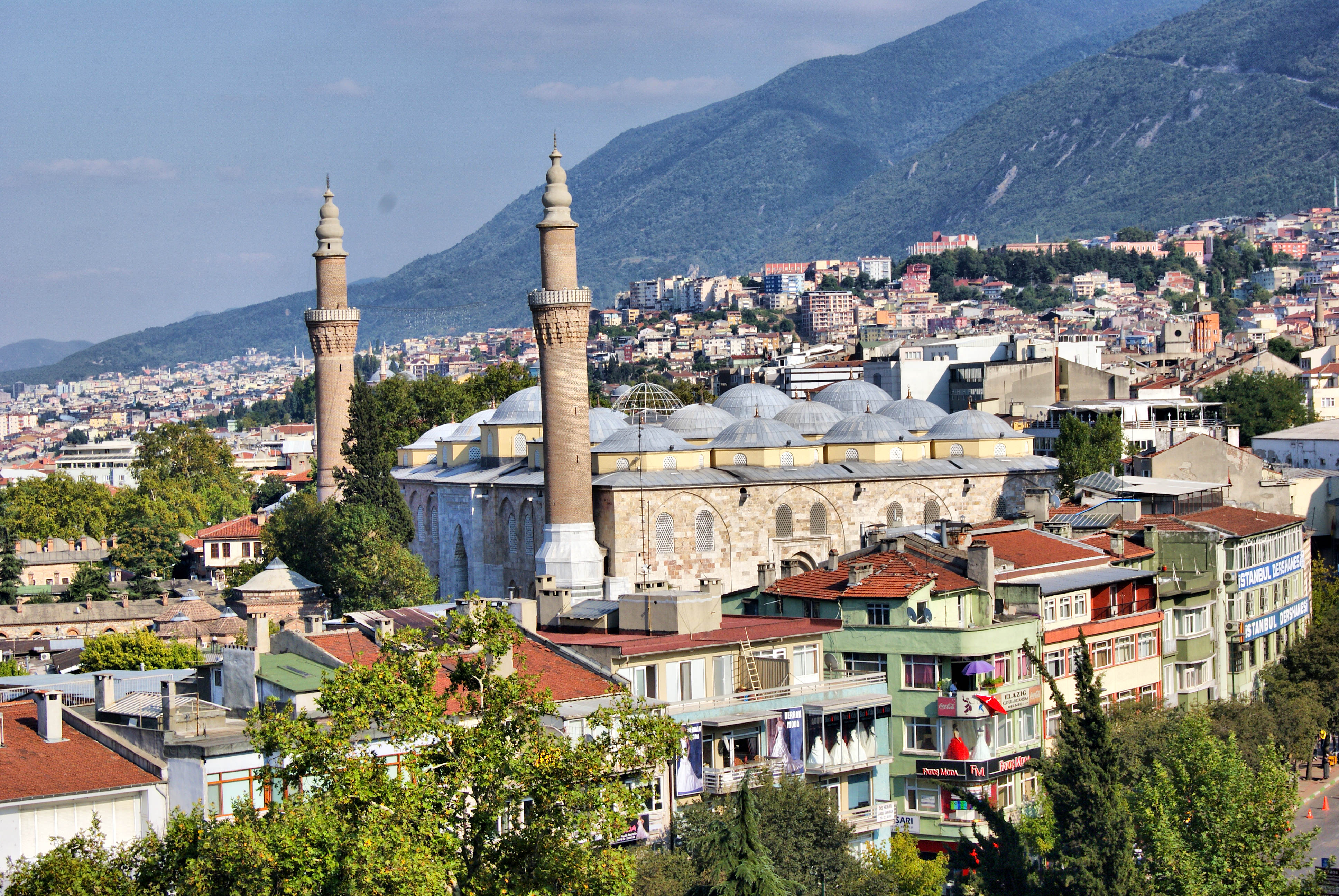
2022 - Bursa (Turquie)
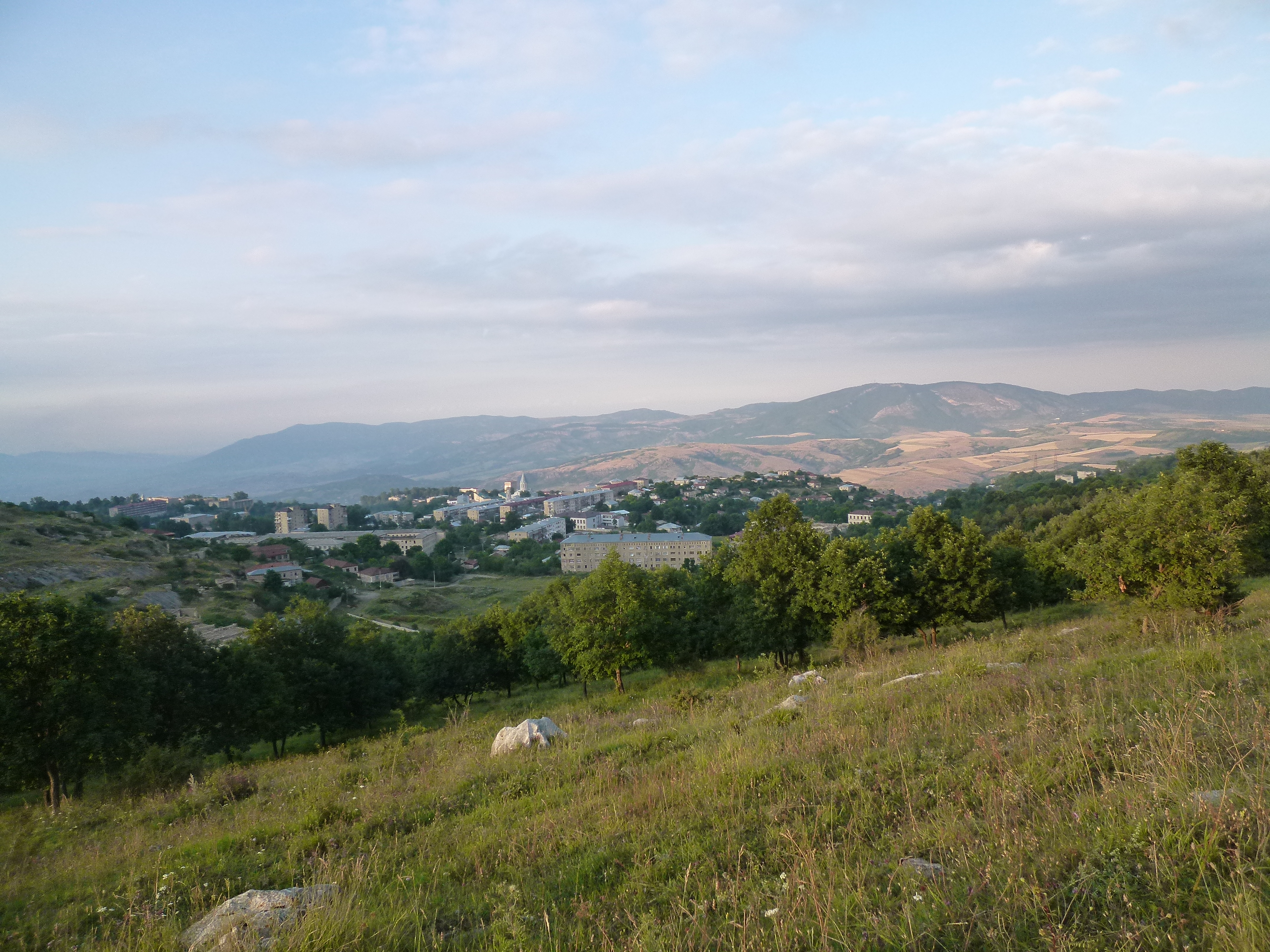
2023 - Choucha  (Azerbaïdjan)
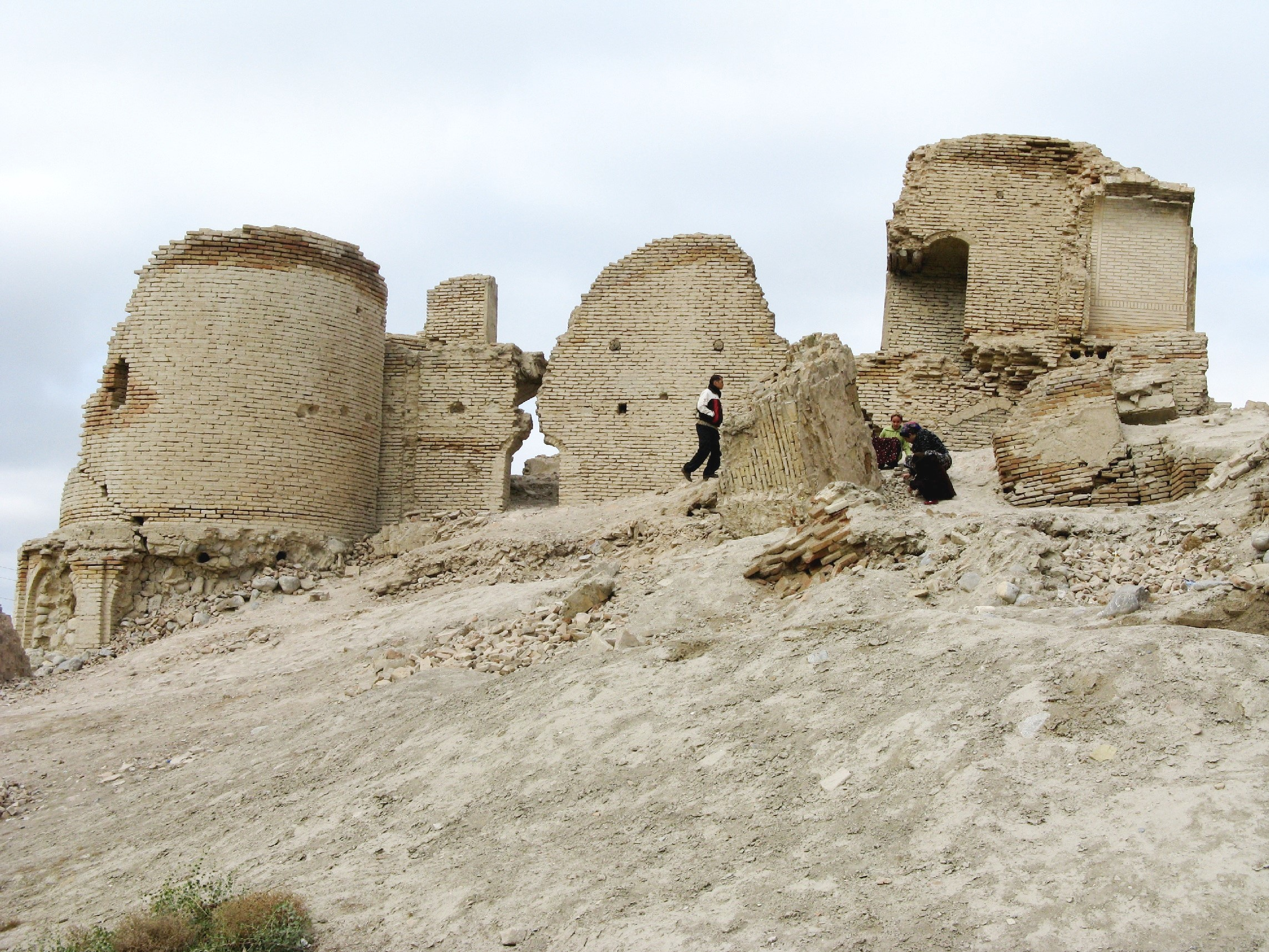
2024 - Anav  (Turkménistan)

## Voir également
- Capitale européenne de la culture
- Capitale culturelle arabe

## Source
1. ↑  « “2012 ASTANA TÜRK DÜNYASI KÜLTÜR BAŞKENTİ” açılış töreni yapıldı. » [archive du 24 ekim 2012], Türk Konseyi (consulté le 23 septembre 2014)
2. ↑  « Turkey: Contest Tries to Strengthen Pan-Turkic Ties » [archive du 4 mart 2016] (consulté le 23 septembre 2014)
3. ↑  « Arşivlenmiş kopya » [archive du 2 aralık 2016] (consulté le 1er décembre 2016)
4. ↑  (tr) « Bursa 2022 Türk Dünyası Kültür Başkenti seçildi » [archive du 24 eylül 2021], www.trthaber.com (consulté le 24 septembre 2021)
5. ↑  « Azerbaycan'ın Şuşa kenti '2023 Türk Dünyası Kültür Başkenti' ilan edildi » [archive du 31 mart 2022], www.aa.com.tr (consulté le 31 mars 2022)
6. ↑  (tr) « Türkmenistan’ın tarihî Anev kenti 2024 Türk Dünyası Kültür Başkenti seçildi » [archive du 12 kasım 2022], www.turksoy.org (consulté le 12 novembre 2022)
7. ↑  Koordinatörlüğü, « TÜRKSOY, 2025 yılına ilişkin kararlar aldı - Avrasya'dan - Haber » [archive du 25 kasım 2023], TRT Avaz (consulté le 16 octobre 2023)